# Ary Veiga Sanhudo
Ary Veiga Sanhudo (Porto Alegre, 18 de março de 1915 — 1997) foi um jornalista, escritor e político brasileiro.
Sanhudo é melhor conhecido por ser o autor do livro Porto Alegre, Crônicas de Minha Cidade, organizado a partir das crônicas que escrevia para o jornal Folha da Tarde. O trabalho, dividido em dois volumes, datados de 1961 e 1975, serve como uma importante fonte de referências para estudiosos da história de Porto Alegre durante o século XX. O livro é publicado pelo Instituto Estadual do Livro.
Foi vereador e secretário municipal dos Transportes. Sanhudo exerceu dois mandatos como vereador — de 1952 a 1955, pelo PTB, e de 1956 a 1959, pelo PSP — e apresentou à Câmara Municipal o primeiro projeto de lei que regulamentou os limites e os nomes dos bairros de Porto Alegre. O projeto sofreu várias críticas, mas acabou aprovado e se tornou a Lei 2.022 de 7 de dezembro de 1959.
Como forma de homenagem, uma rua, no bairro Vila Nova, leva seu nome.